# Aren’t You Glad You’re You
Aren’t You Glad You’re You? ist ein Song von Jimmy Van Heusen (Musik) und Johnny Burke (Text), der 1945 veröffentlicht wurde.
Van Heusen und Burke schrieben Aren’t You Glad You’re You? für den Film Die Glocken von St. Marien (Originaltitel The Bells of St. Mary’s, 1945)  unter der Regie von Leo McCarey, mit Bing Crosby und Ingrid Bergman in den Hauptrollen. Bing Crosby stellt den Song im Film vor. Aren’t You Glad You’re You? erhielt 1946 eine Oscar-Nominierung in der Kategorie Bester Song.
Bing Crosbys Plattenaufnahme des Songs (erschienen auf Brunswick 03636) war gekoppelt mit George W. Meyers Song In Land Beginning Again, der ebenfalls aus dem Film stammte. Bereits im Jahr 1945 wurde der Filmsong von Ernst Höllerhagen, Les Brown (mit der Bandvokalistin Doris Day; Columbia 36875), Tommy Dorsey (RCA Victor 20-1728) gecovert; in den folgenden Jahren nahmen u. a. auch George Olsen (Majestic), The Pied Pipers/Paul Weston (Capitol 225), Peggy Lee, in den 1950er-Jahren auch Gerry Mulligan/Chet Baker, June Christy, Joe Williams, Mel Tormé/George Shearing, Rebecca Kilgore (The Music of Jimmy Van Heusen), Barbara Lea und John McNeil/Bill McHenry den Filmsong auf. In den 1970er Jahren wurde das Lied in der Kindersendung Sesamstraße verwendet.